# Johann Domann
Johann Domann (* 2. Mai 1564 in Osnabrück; † 20. September 1618 in Den Haag) war als Syndikus der Hanse ein deutscher Staatsmann, Politiker und Dichter der Zeit vor Beginn des Dreißigjährigen Krieges.

## Biografie
Domann kam aus einem bürgerlichen aber vermögenslosen Elternhaus; sein an der Universität Rostock begonnenes Studium der Rechtswissenschaften musste er aus Geldmangel zeitweilig unterbrechen, um seine Eltern mit den Einnahmen aus einer Tätigkeit als Konrektor einer Schule in Lemgo zu unterstützen. 1591 promovierte er an der Universität Helmstedt zum Dr. iur.
Domann wurde 1596 zunächst Subsyndikus und 1598 dann Syndikus der Hansestadt Stralsund. Der Lübecker Bürgermeister Heinrich Brockes setzte 1605 die Bestellung Domanns zum Syndikus der Hanse insgesamt durch. Das Amt war seit dem Tod seines herausragenden ersten Trägers Heinrich Sudermann nicht wieder besetzt worden. Noch 1605 verhandelte Domann für die Hanse mit König Karl IX. von Schweden. 1606 begab er sich gemeinsam mit seinem Förderer Heinrich Brockes auf eine große Gesandtschaftsreise nach Spanien. Mit zwei weiteren Gesandten aus Danzig und Hamburg schlossen sie in Madrid am Hofe König Philipps d. III. von Spanien einen Handelsvertrag der Hansestädte mit Spanien. Nach Reibereien reichte er in der Folge seinen Rücktritt ein und wurde bis auf weiteres Syndikus der Hansestadt Rostock. Die hanseatische Diplomatie kam jedoch ohne Domann nicht aus. 1612 reiste er bereits wieder mit Brockes in die Niederlande und schloss 1616 dort das Bündnis der Hansestädte mit der Republik der Sieben Vereinigten Niederlande ab. Nach seiner erneuten Bestellung als Syndikus vom Mai 1618 starb er während einer Gesandtschaftsreise bei Verhandlungen über das gemeinsame Vorgehen der Städte und der Niederlande gegen König Christian IV. von Dänemark in Den Haag, wo er auch bestattet wurde.
In der Folgezeit wurde das Amt des Syndikus der Hanse jeweils von einem der Syndici des Rates der Stadt Lübeck als Vorort der Hanse mit versehen. Domann selbst war 1618 noch zusätzlich zum Syndicus der Hansestadt Lübeck bestellt worden, seinen Aufgabenbereich übernahm zunächst der Lübecker Syndicus Johann Faber.
Im Auftrage der Städte erstellte er eine aktuelle Fassung des geltenden Seerechts, die von ihm 1611 als Entwurf vorgelegt und vom Hansetag 1614 als Der ehrbaren Hanse-Städte Schiffs-Ordnung und See-Recht verabschiedet wurde.
In Domanns Zeit als Syndikus fällt die Beschäftigung von Oberst Friedrich zu Solms-Rödelheim als Militärführer der gemeinsamen Verteidigungsbündnisses insbesondere der Wendischen Städte, der auch die fachliche Aufsicht über den gemeinsam beschäftigten Festungsbauer Johan van Valckenburgh aus den Niederlanden zu führen hatte.

## Werke
- Verteidigungsschrift für seine Heimat Westfalen 1591 (Gegen die Spötteleien des Justus Lipsius)
- Schön new Lied von der alten teudtschen Hansa, in Ton des Rolandes, Anno 1618.